# Oberliga Nord (1947-63)
La Oberliga Nord (en español: Liga Premier de Norte) fue la primera división del norte de Alemania Federal desde 1947 hasta la creación de la Bundesliga en 1963 en la que formaban parte los equipos de Baja Sajonia, Bremen, Hamburgo y Schleswig-Holstein.

## Historia
La liga fue creada en 1947 como la primera división de la parte norte de Alemania Federal luego de la Ocupación aliada de Alemania como reemplazo de varias Gauligas que existieron hasta 1945 en la región:
- Gauliga Südhannover-Braunschweig
- Gauliga Hamburg
- Gauliga Osthannover
- Gauliga Schleswig-Holstein
- Gauliga Weser-Ems

Así mismo, nacieron otras ligas regionales relacionadas:
- Oberliga West (en 1947)
- Oberliga Berlin (en 1945, originalmente con equipos del oeste y el este de Berlin hasta 1950)
- Oberliga Südwest (en 1945)
- Oberliga Süd (en 1945)

Con la introducción del Campeonato Alemán en 1948 el campeón y a veces el subcampeón de la liga obtenían la clasificación a la fase final nacional junto a los otros ganadores de las distintas Oberligas.
Históricamente la liga fue dominada por el Hamburger SV que ganó 15 de las 16 temporadas que se jugaron en la que solo fallaron en la edición de 1954 en la que terminaron en el lugar 11, y a diferencias de las otras ligas relacionadas, esta no contó con una segunda división ya que las Amateurligas cumplían con esa función.

## Equipos Fundadores
En la primera temporada participaron 12 equipos: 4 de Hamburgo, 3 del sur de Baja Sajonia, 3 del norte de Baja Sajonia y dos del estado de Schleswig-Holstein:
| - Hamburger SV - FC St. Pauli - Eintracht Braunschweig - VfL Osnabrück | - Werder Bremen - Arminia Hannover - VfB Lübeck - Concordia Hamburg | - Bremer SV - Holstein Kiel - Hannover 96 - SC Victoria Hamburg |

## Desaparición
La liga desaparece en 1963 cuando nace la Bundesliga como la primera división y los tres primeros lugares de la liga clasificaron a la Bundesliga, mientras que los demás fueron admitidos en la Regionalliga Nord.
| Entraron a la Bundesliga: - Hamburger SV - SV Werder Bremen - Eintracht Braunschweig | Entraron a la Regionalliga Nord: - Holstein Kiel - FC St. Pauli - VfL Osnabrück - VfV Hildesheim - Hannover 96 - Arminia Hannover - ASV Bergedorf 85 - VfB Oldenburg - TuS Bremerhaven 93 - Concordia Hamburg - FC Altona 93 - VfB Lübeck |

## Refundación
La liga fue recreada en 1974 cuando la Regionalliga Nord desaparece, pero en este caso lo hace como liga de tercera división, aunque con la misma distribución geográfica de la liga original.

## Lista de Campeones
Éstos fueron los equipos campeones:
| Temporada | Campeón'     | Subcampeón             |
| 1947–48   | Hamburger SV | FC St. Pauli           |
| 1948–49   | Hamburger SV | FC St. Pauli           |
| 1949–50   | Hamburger SV | FC St. Pauli           |
| 1950–51   | Hamburger SV | FC St. Pauli           |
| 1951–52   | Hamburger SV | VfL Osnabrück          |
| 1952–53   | Hamburger SV | Holstein Kiel          |
| 1953–54   | Hannover 96  | FC St. Pauli           |
| 1954–55   | Hamburger SV | TuS Bremerhaven 93     |
| 1955–56   | Hamburger SV | Hannover 96            |
| 1956–57   | Hamburger SV | Holstein Kiel          |
| 1957–58   | Hamburger SV | Eintracht Braunschweig |
| 1958–59   | Hamburger SV | Werder Bremen          |
| 1959–60   | Hamburger SV | Werder Bremen          |
| 1960–61   | Hamburger SV | Werder Bremen          |
| 1961–62   | Hamburger SV | Werder Bremen          |
| 1962–63   | Hamburger SV | Werder Bremen          |

- En Negrita ganó el campeonato nacional.

## Posiciones Finales
Éstas fueron las posiciones finales de los equipos que participaron en la liga:
| Club                   | 48 | 49 | 50 | 51 | 52 | 53 | 54 | 55 | 56 | 57 | 58 | 59 | 60 | 61 | 62 | 63 |  | S  | G   | GF   | GA  | Points |
| ---------------------- | -- | -- | -- | -- | -- | -- | -- | -- | -- | -- | -- | -- | -- | -- | -- | -- |  | -- | --- | ---- | --- | ------ |
| Hamburger SV           | 1  | 1  | 1  | 1  | 1  | 1  | 11 | 1  | 1  | 1  | 1  | 1  | 1  | 1  | 1  | 1  |  | 16 | 539 | 1609 | 758 | 784    |
| SV Werder Bremen       | 4  | 8  | 4  | 6  | 7  | 3  | 5  | 3  | 6  | 5  | 7  | 2  | 2  | 2  | 2  | 2  |  | 16 | 488 | 1207 | 878 | 586    |
| FC St. Pauli           | 2  | 2  | 2  | 2  | 3  | 9  | 2  | 7  | 13 | 4  | 9  | 7  | 4  | 4  | 4  | 6  |  | 16 | 483 | 941  | 723 | 566    |
| VfL Osnabrück          | 5  | 3  | 3  | 4  | 2  | 4  | 12 | 9  | 10 | 6  | 4  | 4  | 3  | 3  | 7  | 7  |  | 16 | 473 | 927  | 743 | 532    |
| Hannover 96            | 11 |    | 7  | 11 | 11 | 7  | 1  | 5  | 2  | 3  | 10 | 6  | 6  | 5  | 13 | 9  |  | 15 | 456 | 824  | 777 | 476    |
| Eintracht Braunschweig | 3  | 4  | 5  | 10 | 14 |    | 4  | 6  | 11 | 7  | 2  | 5  | 8  | 9  | 6  | 3  |  | 15 | 441 | 869  | 798 | 474    |
| Holstein Kiel          | 10 |    | 11 | 3  | 5  | 2  | 9  | 10 | 4  | 2  | 8  | 10 | 9  | 7  | 5  | 5  |  | 15 | 451 | 850  | 802 | 470    |
| TuS Bremerhaven 93     |    | 12 | 10 | 8  | 8  | 8  | 7  | 2  | 7  | 9  | 5  | 9  | 5  | 14 | 14 | 13 |  | 15 | 452 | 758  | 845 | 443    |
| FC Altona 93           |    |    |    | 15 |    | 6  | 3  | 4  | 9  | 11 | 3  | 8  | 11 | 6  | 11 | 15 |  | 12 | 362 | 654  | 708 | 353    |
| Concordia Hamburg      | 8  | 9  | 6  | 12 | 12 | 15 |    |    |    | 12 | 6  | 12 | 12 | 12 | 12 | 14 |  | 13 | 376 | 640  | 752 | 329    |
| Arminia Hannover       | 6  | 10 | 12 | 13 | 9  | 12 | 6  | 12 | 3  | 15 |    |    |    |    |    | 10 |  | 11 | 316 | 545  | 618 | 287    |
| SC Göttingen 05        |    | 11 | 13 | 9  | 6  | 5  | 10 | 13 | 8  | 10 | 16 |    |    |    |    |    |  | 10 | 294 | 515  | 594 | 265    |
| VfR Neumünster         |    |    |    |    |    |    |    |    | 5  | 8  | 12 | 3  | 10 | 11 | 8  | 4  |  | 8  | 240 | 351  | 396 | 239    |
| Eimsbütteler TV        |    | 6  | 8  | 5  | 4  | 10 | 8  | 8  | 16 |    |    |    |    |    |    |    |  | 8  | 234 | 419  | 454 | 225    |
| Bremer SV              | 9  | 5  | 14 | 7  | 10 | 13 | 13 | 15 |    |    |    |    |    |    | 15 |    |  | 9  | 256 | 436  | 552 | 216    |
| VfB Lübeck             | 7  | 7  | 15 |    |    | 11 | 15 |    |    |    | 15 |    | 14 | 15 |    | 16 |  | 9  | 254 | 346  | 509 | 202    |
| VfB Oldenburg          |    |    | 9  | 16 |    |    |    | 11 | 15 |    |    |    |    | 10 | 10 | 12 |  | 7  | 212 | 312  | 428 | 177    |
| VfV Hildesheim         |    |    |    |    |    |    |    |    |    |    |    | 13 | 7  | 8  | 3  | 8  |  | 5  | 150 | 246  | 248 | 153    |
| ASV Bergedorf 85       |    |    |    |    |    |    |    |    |    |    |    | 11 | 13 | 13 | 9  | 11 |  | 5  | 150 | 215  | 287 | 129    |
| VfL Wolfsburg          |    |    |    |    |    |    |    | 14 | 14 | 14 | 11 | 16 |    |    |    |    |  | 5  | 150 | 228  | 299 | 117    |
| Eintracht Nordhorn     |    |    |    |    |    |    |    |    | 12 | 13 | 13 | 15 |    |    | 16 |    |  | 5  | 150 | 196  | 333 | 107    |
| Eintracht Osnabrück    |    |    |    | 14 | 13 | 16 |    |    |    |    |    |    | 16 |    |    |    |  | 4  | 122 | 193  | 299 | 80     |
| Harburger TB           |    |    | 16 |    |    | 14 | 14 | 16 |    |    |    |    |    |    |    |    |  | 4  | 120 | 162  | 306 | 74     |
| 1. FC Phönix Lübeck    |    |    |    |    |    |    |    |    |    |    | 14 | 14 | 15 |    |    |    |  | 3  | 90  | 113  | 192 | 67     |
| SC Victoria Hamburg    | 12 |    |    |    | 15 |    | 16 |    |    |    |    |    |    |    |    |    |  | 3  | 82  | 100  | 191 | 51     |
| Heider SV              |    |    |    |    |    |    |    |    |    | 16 |    |    |    | 16 |    |    |  | 2  | 60  | 66   | 118 | 37     |
| Lüneburger SK          |    |    |    |    | 16 |    |    |    |    |    |    |    |    |    |    |    |  | 1  | 30  | 40   | 119 | 11     |
| Itzehoer SV            |    |    |    | 17 |    |    |    |    |    |    |    |    |    |    |    |    |  | 1  | 32  | 42   | 118 | 9      |

Fuente:«All-time table Oberliga Nord». Clas Glenning. Archivado desde el original el 31 de julio de 2009. Consultado el 9 de enero de 2008.
- Incluye los resultados de la fase final del campeonato alemán.